# 喬基島
46°03′S 166°31′E / 46.050°S 166.517°E

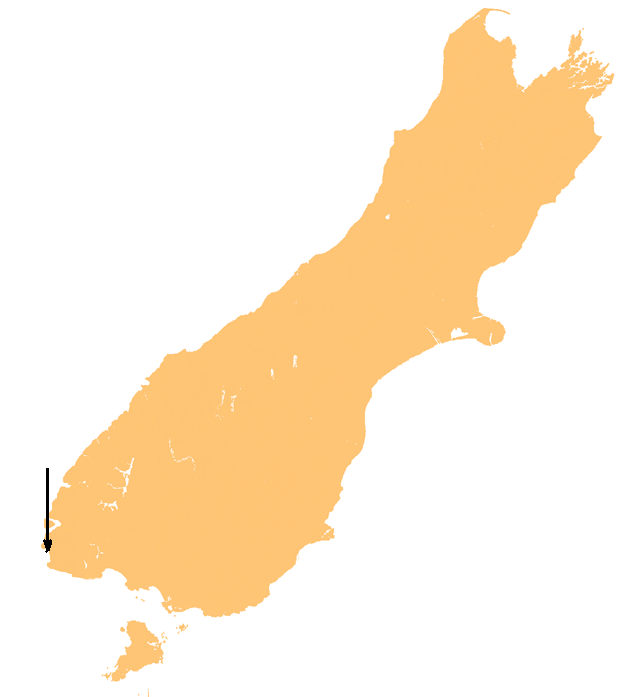
喬基島的位置

喬基島（英語：Chalky Island，毛利語：Te Kakahu）是一個位於紐西蘭南島西南部的島嶼，約514公頃，也是紐西蘭境內最大的國家公園——峽灣國家公園的一部分。1773年由庫克船長首次製成圖表，並在18至19世紀成為捕獵海豹的勝地。
目前這個島嶼由紐西蘭保育部（New Zealand Department of Conservation）全權接管，曾在其上的所有外來物種已被根絕，以作為紐西蘭原生鳥類的保育中心。08年39頭鞍背鴉（Philesturnus carunculatus） 及40頭小斑奇威鳥（Apteryx owenii） 被送到這個島嶼上。這島嶼也曾是紐西蘭特有種鴞鸚鵡四個僅餘下的分佈點之一，但目前已全部被送離。

## 鴞鸚鵡
在2002年，影響鴞鸚鵡繁殖至深的紐西蘭陸均松結出了累累的果實，使該年度鴞鸚鵡數目由61頭大幅增加至86頭。為應付突如其來數目上的增加，14頭鴞鸚鵡從科德菲什島（Codfish island）上轉移到喬基島上。04年3頭幼鳥受到不知名蟲害的侵襲死亡。2005年6月至9月，所有鴞鸚鵡被送離而轉移到安克島上。

## 外部連結
- 02年鴞鸚鵡被移送到喬基島上的片段 （页面存档备份，存于）